# Monument du Pont au Change

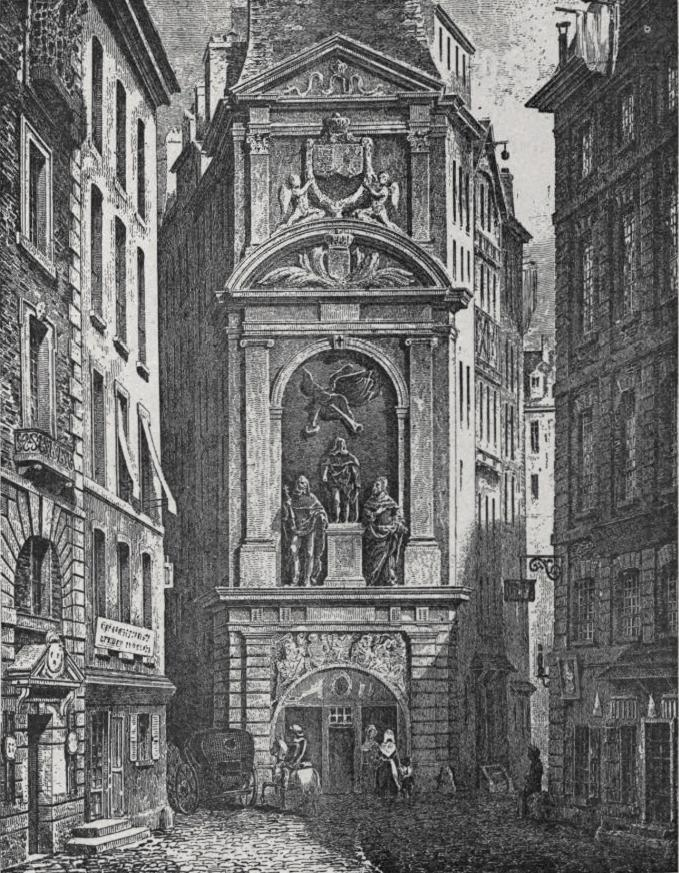
Gravure dans Paris sous Louis XIV - Monuments et vues d'Auguste Maquet, 1883.

Le monument du Pont au Change est un ensemble architectural parisien qui se dressait au niveau du Pont au Change sur la rive droite de la Seine. Achevé en 1647 et démembré en 1787, il rendait hommage au jeune roi Louis XIV, à la régente Anne d'Autriche et à Louis XIII, représentés en statues de bronze par le sculpteur Simon Guillain.

## Historique
Le monument est financé par la corporation des forges d'orfèvrerie qui occupaient les abords du Pont au Change en remerciement de la subvention royale obtenue pour la reconstruction du pont détruit par l'incendie de 1621. L'incendie ayant détruit également le Pont aux Meuniers, ce dernier n'est pas reconstruit et la rue qui y menait est déviée vers le Pont au Change, constituant à son débouché ce qu'on appelait la culée ou le pâté du Pont au change (aujourd'hui place du Châtelet) : c'est là qu'est construit le monument entre 1643 et 1647.
A l'occasion du chantier de démolition des maisons du pont, ce monument retient l’attention des autorités. Dès janvier 1787, des mémoires réclamant sa conservation ou proposant des solutions pour son déplacement parviennent au ministre et à l’Hôtel de Ville. En mars 1787, requis pour donner son avis sur l’opération délicate de dépose du monument, l’architecte Bernard Poyet avance « qu’il est nécessaire de prendre les plus grandes précautions pour s’assurer la conservation pleine et entière des sculptures dont la majeure partie est de la plus grande beauté ». Il est dès lors chargé, avec son confrère Boullée « de prendre toutes les mesures nécessaires pour l’enlèvement, la conservation et le transport du monument ». La première idée retenue est la construction d’un piédestal à l’emplacement de l’îlot disparu, sur lequel seront scellées des dalles de pierre de liais, destinées, face au nord, à recevoir les bas reliefs du monument. Cette solution, peu satisfaisante, rencontre des oppositions aux motivations diverses, parmi lesquelles le fait de constituer un obstacle à la circulation, véritable paradoxe dans une opération de dégagement, finit par prévaloir. La décision de démolir le piédestal est prise dès le mois d’avril 1787 et les bronzes sont démontés.
Les statues de bronze représentant le jeune Louis XIV entre ses parents sont tout d'abord remisées dans le magasin de la Ville de Paris au faubourg du Roule, puis transportées dans les jardins de l'Infante au Louvre. Elles sont transférées au dépôt de Nesles, sur ordre du Conservatoire du 20 octobre 1794, avant de rejoindre le musée des monuments français en 1796. Elles entreront finalement en 1818 au musée du Louvre, où on peut les voir actuellement.
Avec les captifs provenant du piédestal de la statue équestre d'Henri IV sur le Pont-Neuf conservés au musée du Louvre, le Louis XIV d'Antoine Coysevox du musée Carnavalet et les éléments accessoires de la statue de la Statue équestre de Louis XIV (place des Victoires) conservés au musée du Louvre, ces trois statues sont parmi les rares exemples de la statuaire royale publique en bronze antérieure à la Révolution.

## Description

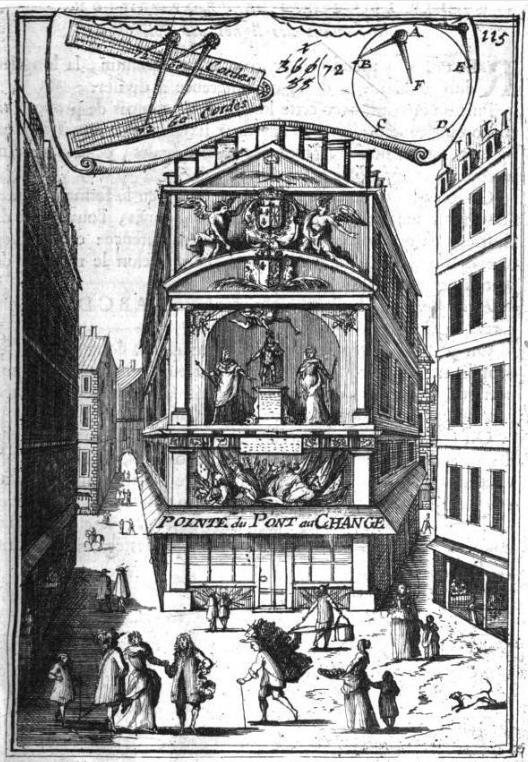
Gravure représentant le monument (1702).

Le monument est plaqué sur le pignon formé par la jonction des deux rues aboutissant au Pont au Change, sur une dizaine de mètres au-dessus d'une échoppe. Il compte trois registres architecturés encadrés de colonnes et couronnés de frontons.
En bas, un groupe de guerriers captifs et de faisceaux d'armes traités en bas-relief et surmontés d'une plaque de dédicace. Au centre, le tableau principal présentant les trois personnages royaux en statues de bronze dans une niche ; le jeune Louis XIV, encadré par son père et sa mère et surélevé sur un podium, est couronné de lauriers par la Renommée. Ces trois statues étaient plaquées contre le mur et ne sont donc pas en réelle ronde-bosses, leur face arrière est creuse. Au-dessus, un bas relief majestueux représente les armoiries de France et de Navarre.

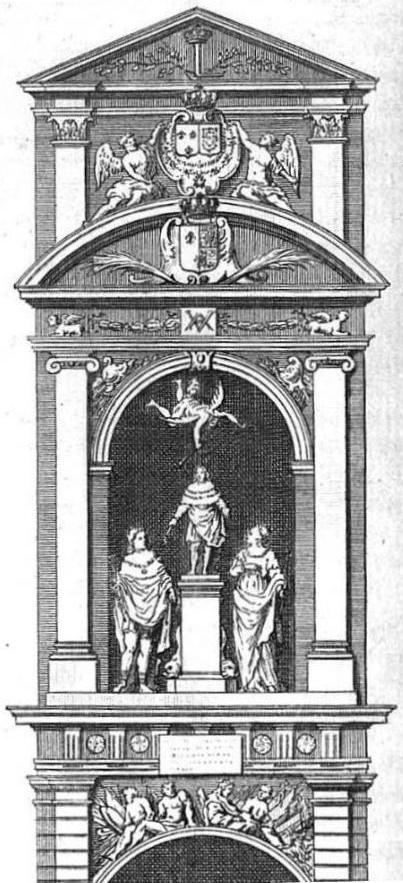
Gravure dans Description historique de la ville de Paris (1765).
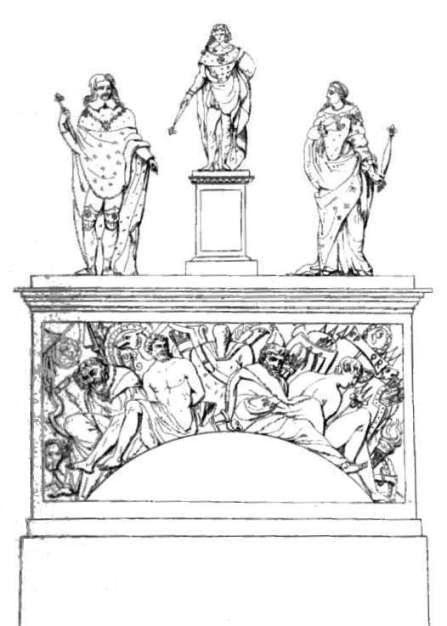
Dessin d'Alexandre Lenoir, musée des Monuments français (1806).
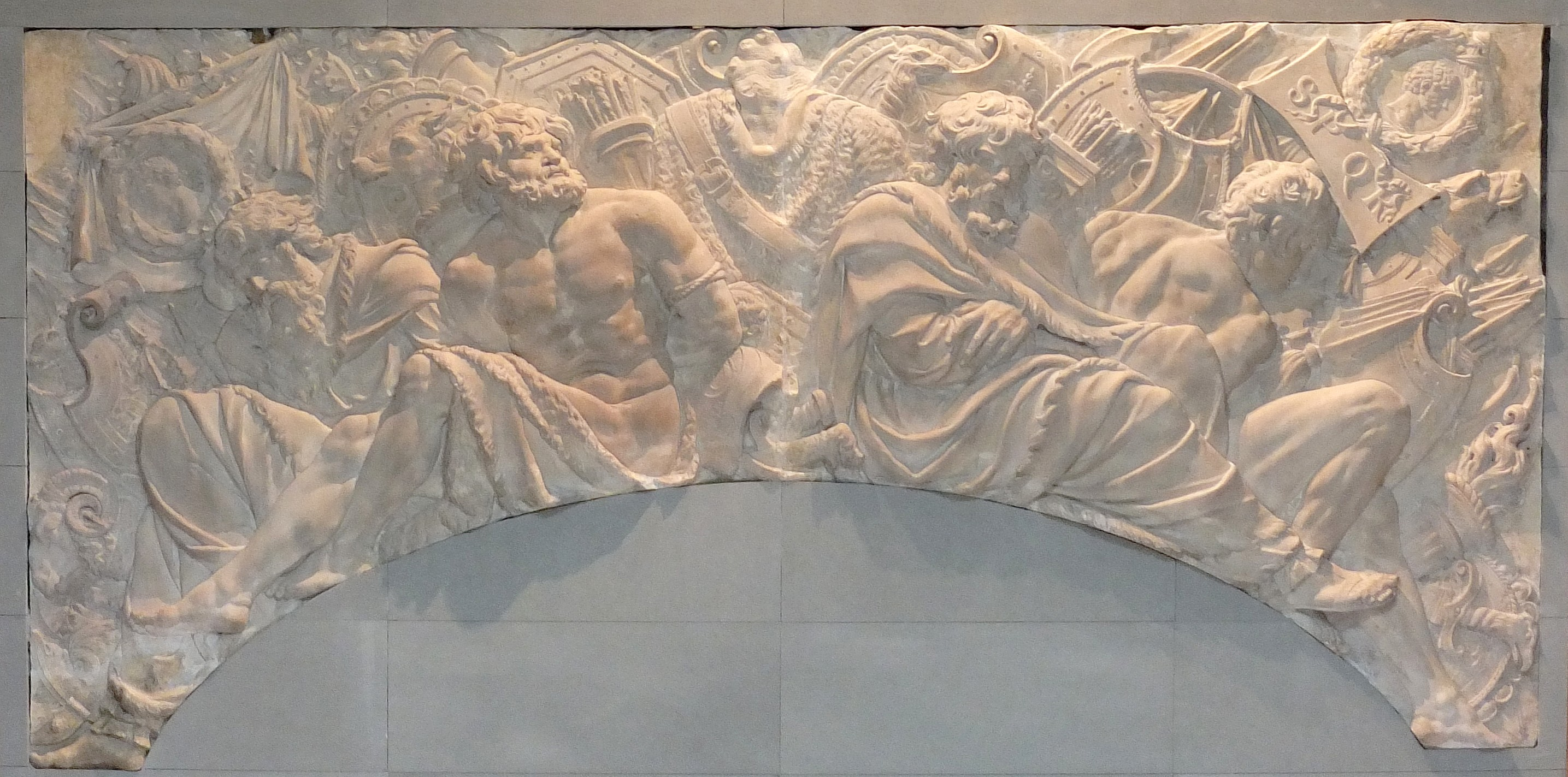
Bas-relief des captifs, conservé au Louvre (aile Denon salle 19, ML 87).
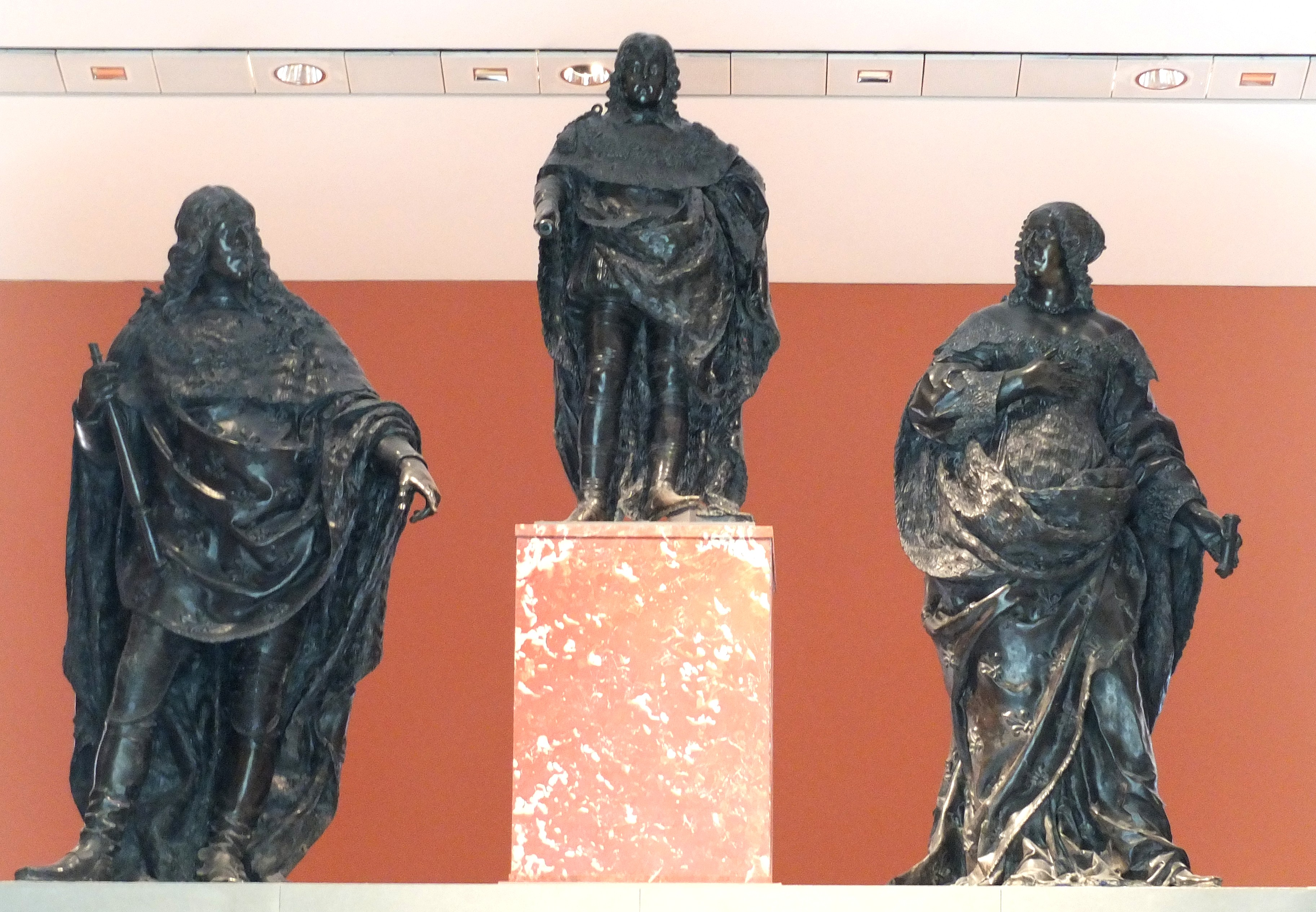
Les statues conservées au Louvre, salle 19.